# Vlag van Val-de-Marne

Vlag van Val-de-Marne

De vlag van Val-de-Marne is de niet-officiële vlag van het Franse departement Val-de-Marne. Net als de meeste andere departementen van Frankrijk heeft Val-de-Marne geen officiële vlag, maar wordt de hier rechts afgebeelde vlag op niet-officiële wijze gebruikt. De vlag is afgeleid van het wapen van dit departement.
De vlag kan als volgt worden beschreven:
- Achtergrond: Een gele basis die het grootste deel van de vlag bedekt.
- Centrale driehoek: Een grote, blauwe omgekeerde driehoek die vanuit de bovenkant van de vlag naar beneden wijst. De driehoek is gevuld met een patroon van gele lelies.
- Witte golfband: Over de blauwe driehoek loopt een brede, golvende witte band die diagonaal van de linker- naar de rechterbovenhoek loopt.

De beginletter V van het departement wordt in herinnering gebracht door de driehoekige verdeling, die ook de samenvloeiing van de rivieren de Seine en de Marne symboliseert. De gouden lelies op een blauw veld doet denken aan de historische vlag van de regio Île-de-France.
Naast deze vlag is er een logovlag in gebruik.

Historische vlag van Île-de-France
Logovlag